# Православ'я в Хорватії

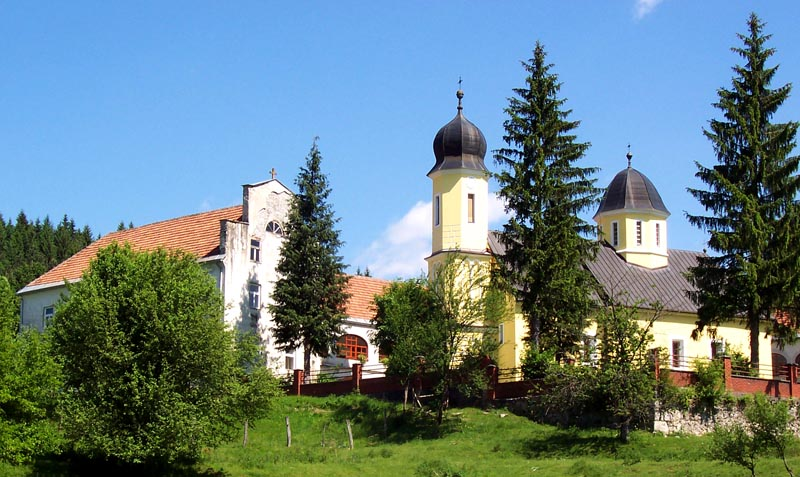
Монастир Ґомір'є

Православна церква — друга найбільша релігія в Хорватії, після Римо-католицької церкви. Понад 190 тисяч людей (4,44% всього населення Хорватії) є православними християнами. 
Православ'я в Хорватії насамперед представлено Сербською православною церквою, до якої належать більшість православних християн. Іншими головними юрисдикціями є Болгарська православна церква і Македонська православна церква. Ці три церкви визнаються державою.
 Також у Хорватії присутні вірники Чорногорської православної церкви. Протягом Другої світової війни Православна церква в Хорватії також існувала. 

## Статистика
Опубліковані дані з перепису населення Хорватії у 2011 році включали розріз по етнічній приналежності та релігії, який показав, що 190 143 православних віруючих (4,44% всього населення) розділені поміж наступних етнічних груп:
- 159 530 православних сербів
- 16 647 православних хорватів
- 2 401 православних македонців
- 2 187 православних за національністю
- 2 084 православних з незадекларованою національністю
- 1 822 православних чорногорців
- 816 православних віруючих інших національностей
- 729 православних росіян
- 341 православних українців
- 293 православних боснійців
- 158 православних болгар
- 157 православних з невідомою національністю
- 147 православних румунів
- 124 православних регіональної приналежності
- інші етнічні групи (з менш, ніж 100 людьми, кожна)

## Сербська православна церква

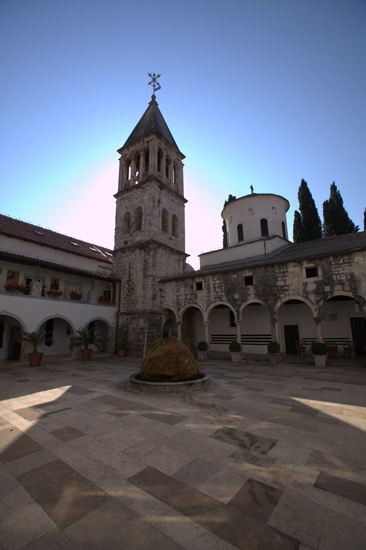
Монастир Крка

Ця церква охоплює вірників з-поміж сербів Хорватії. У Хорватії вона організована у наступні єпархії: 
- Загребсько-люблянська митрополія
- Горнокарловацька єпархія
- Славонська єпархія
- Ос'єчкопольсько-Бараньська єпархія
- Далматинська єпархія

Основні храми Сербської православної церкви включають наступні монастирі:
- Драговіч
- Монастир Ґомір'є
- Комоговина
- Крка
- Крупа
- Лепавина
- Св. Лазарица
- Св. Над'єл'є
- Св. Петке
- Св. Василія Острошкога

та церкви:
- Собор у Загребі
- Св. Деметріуса, Даль
- Св. Миколая, Карловац
- Св. Благовіщення, Дубровник
- Св. Миколая, Вуковар
- Св. П'ятидесятниці, Вінковці